# Amadu Baldé
Amadu Baldé (Bisáu, Guinea-Bisáu, 27 de julio de 2005) es un futbolista bissau-guineano que juega de delantero en el Sporting de Lisboa de la Primeira Liga.

## Trayectoria
El 15 de septiembre de 2021 firmó su primer contrato profesional con el Real SC, con una cláusula liberatoria de 15 millones de euros a la edad de 16 años. En su temporada de debut disputó 3 partidos en la Terceira Liga. El 19 de septiembre de 2022 fue traspasado al Sporting de Lisboa de la Primeira Liga, y se incorporó a su equipo sub-17. El 28 de septiembre de 2022 fue nombrado por el periódico inglés The Guardian como uno de los mejores jugadores nacidos en 2005 en todo el mundo.

## Estadísticas

### Clubes
Actualizado al último partido disputado el 30 de abril de 2022.
| Club             | Div.          | Temporada     | Liga  | Liga  | Copas nacionales | Copas nacionales | Copas internacionales | Copas internacionales | Total | Total |
| Club             | Div.          | Temporada     | Part. | Goles | Part.            | Goles            | Part.                 | Goles                 | Part. | Goles |
| ---------------- | ------------- | ------------- | ----- | ----- | ---------------- | ---------------- | --------------------- | --------------------- | ----- | ----- |
| Real SC Portugal | 3.ª           | 2021-22       | 5     | 0     | 0                | 0                | —                     | —                     | 5     | 0     |
| Real SC Portugal | Total club    | Total club    | 5     | 0     | 0                | 0                | 0                     | 0                     | 5     | 0     |
| Total carrera    | Total carrera | Total carrera | 5     | 0     | 0                | 0                | 0                     | 0                     | 5     | 0     |